# Тигровая пятнистая акула
Тигровая пятнистая акула (лат. Halaelurus natalensis) — вид рода пятнистых акул, семейства кошачьих акул (Scyliorhinidae). Обитает у южного побережья Африки. Размножается, откладывая яйца. Максимальный размер 50 см.

## Таксономия
Впервые вид был описан в 1904 году британским ихтиологом Чарльзом Тейтом Риганом в научном журнале «Annals and Magazine of Natural History». Он причислил тигровую пятнистую акулу к роду Scyllium (синоним Scyliorhinus) и дал ему видовое название natalense, поскольку образец был пойман у берегов Наталя (есть версия, что произошла ошибка и на самом деле местом поимки была бухта Альгоа. Поздние авторы причислили тигровую пятнистую акулу к роду пятнистых акул (Halaelurus). Полосатая пятнистая акула (Halaelurus lineatus) считалась конспецифичной тигровой пятнистой акуле, пока в 1975 году её не признали отдельным видом. Синтип представлял собой взрослого самца длиной 42,5 см, пойманного у берегов Наталя.

## Ареал и среда обитания
Тигровые пятнистые акулы являются эндемиками южного прибрежья Африки, но границы их ареала неизвестны. Они встречаются у берегов Западной и Восточной Капской провинции, Южная Африка, в то время как их присутствие в восточных водах провинции Квазулу-Наталь и Мозамбика являются сомнительными из-за путаницы с полосатой пятнистой акулой. Эти акулы держатся у дна на континентальном шельфе от береговой линии до глубины 100 м. Они предпочитают песчаное дно и пограничные рифовые зоны. В восточной части своего ареала, как правило, они встречаются на большей глубине, чем на западе. Есть данные о присутствии тигровых пятнистых акул на глубине 172 м, а также одна запись, вызывающая сомнения, о пребывании этой акулы на глубине 355 м вниз по материковому склону. Возможна сегрегация по размеру; взрослые акулы держатся дальше от берега.

## Описание
Максимальная длина 50 см. У тигровой пятнистой акулы стройное плотное тело, голова широкая и приплюснутая с вздёрнутым рылом. Овальные глаза вытянуты по горизонтали и расположены высоко на голове. Они оснащены рудиментарным третьим веком. Под глазами имеются небольшие выступы, а позади глаз расположены брызгальца. Среднего размера ноздри разделены треугольными кожными складками. По углам рта имеются короткие борозды. Рот большой в виде широкой арки, его ширина составляет 7—9 %, а длина 2—3 % от общей длины тела. Верхние зубы видны, даже когда рот закрыт. Зубы маленькие с 5 зубцами, центральный зубец самый крупный. Пять пар жаберных щелей расположены выше уровня рта.
Грудные плавники довольно крупные и закруглённые. Основание первого спинного плавника находится над последней третью основания брюшных плавников. Основание второго спинного плавника находится позади основания анального плавника. Птеригоподии у самцов достаточно длинные и сужающиеся к концу, хотя у некоторых особей птеригоподии имеют на конце шишку и заострение. Анальный плавник почти равен по размеру брюшным плавникам, но меньше второго спинного плавника, хотя основание анального плавника длиннее. Хвостовой плавник короткий с неразвитой нижней лопастью и вентральной выемкой у кончика верхней лопасти. Кожа толстая, чешуйки имеют форму короны с тремя зубцами и, по сравнению с прочими представителями рода пятнистых акул, лежат неплотно. Окраска жёлто-коричневого цвета, брюхо кремовое, на спине имеются 10 пар широких тёмно-коричневых полос. Полосы темнее по краям и светлее в середине. В отличие от полосатой пятнистой акулы пятнышки между полосами отсутствуют.

## Биология и экология

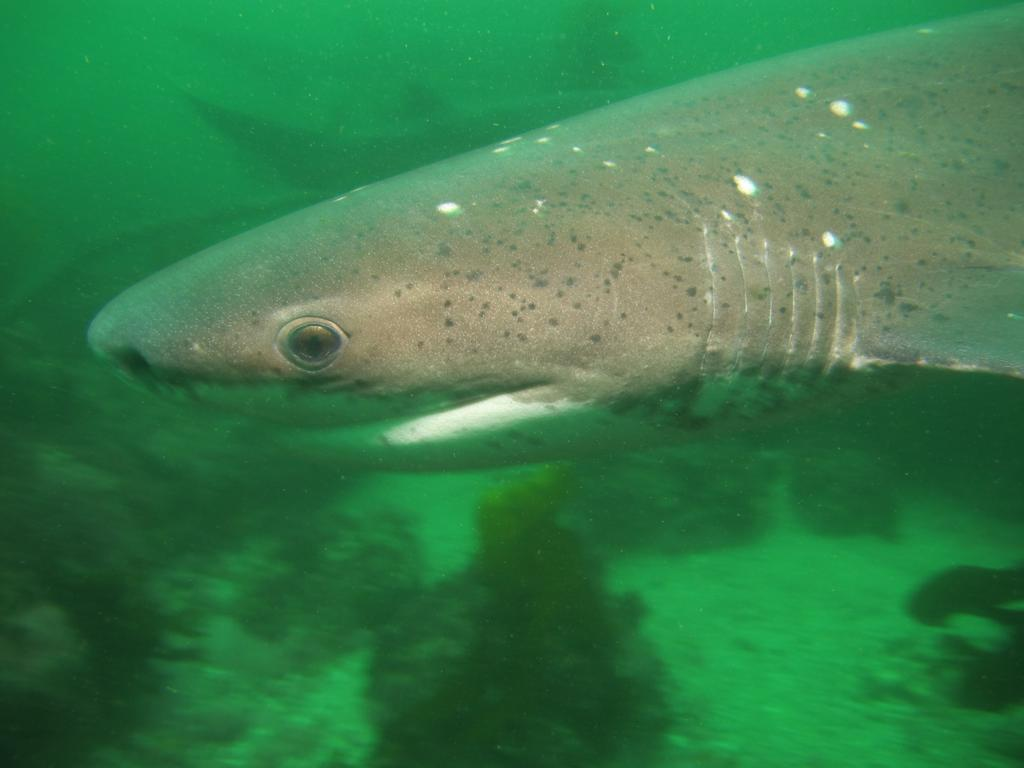
Плоскоголовые семижаберные акулы охотятся на тигровых пятнистых акул.

Тигровая пятнистая акула является довольно медлительным хищником, который охотится на разнообразных донных животных. В его рационе преобладают костистые рыбы и ракообразные, а также головоногие моллюски, многощетинковые черви и небольшие акулы. Этих акул наблюдали на нерестилищах кальмара Loligo vulgaris reynaudi, где они охотились на кальмаров, которые спустились на дно, чтобы спариться и отложить яйца. Известно, что тигровые пятнистые акулы могут стать добычей плоскоголовых семижаберных акул (Notorynchus cepedianus) и обыкновенных песчаных акул (Carcharias taurus).
Тигровая пятнистая акула размножается, откладывая яйца: самки откладывают 6—11 (обычно 6—9) яиц из каждого из двух яйцеводов одновременно, яйца заключены в жёсткую капсулу размером около 4 см в длину и 1,5 см в поперечнике, по углам имеются тонкие усики, которые позволяют ей закрепиться на морском дне. Яйца остаются внутри тела матери, пока эмбрионы не достигнут 4,3 см в длину. Таким образом, новорожденные появляются на свет в течение 1-2 месяцев после откладки яиц, что уменьшает количество времени, когда они подвергаются опасности со стороны хищников. Самцы и самки достигают половой зрелости при длине 29—35 и 30—44 см соответственно.

## Взаимодействие с человеком
Тигровые пятнистые акулы не представляют опасности для человека. В качестве прилова они попадают в сети донных траулеров, а также становятся добычей рыболовов-любителей и, реже, ловцов кальмаров. Коммерческой ценности они не имеют и чаще всего их выпускают обратно в море. Данных для оценки статуса сохранности вида недостаточно.